# RS-24 Iars

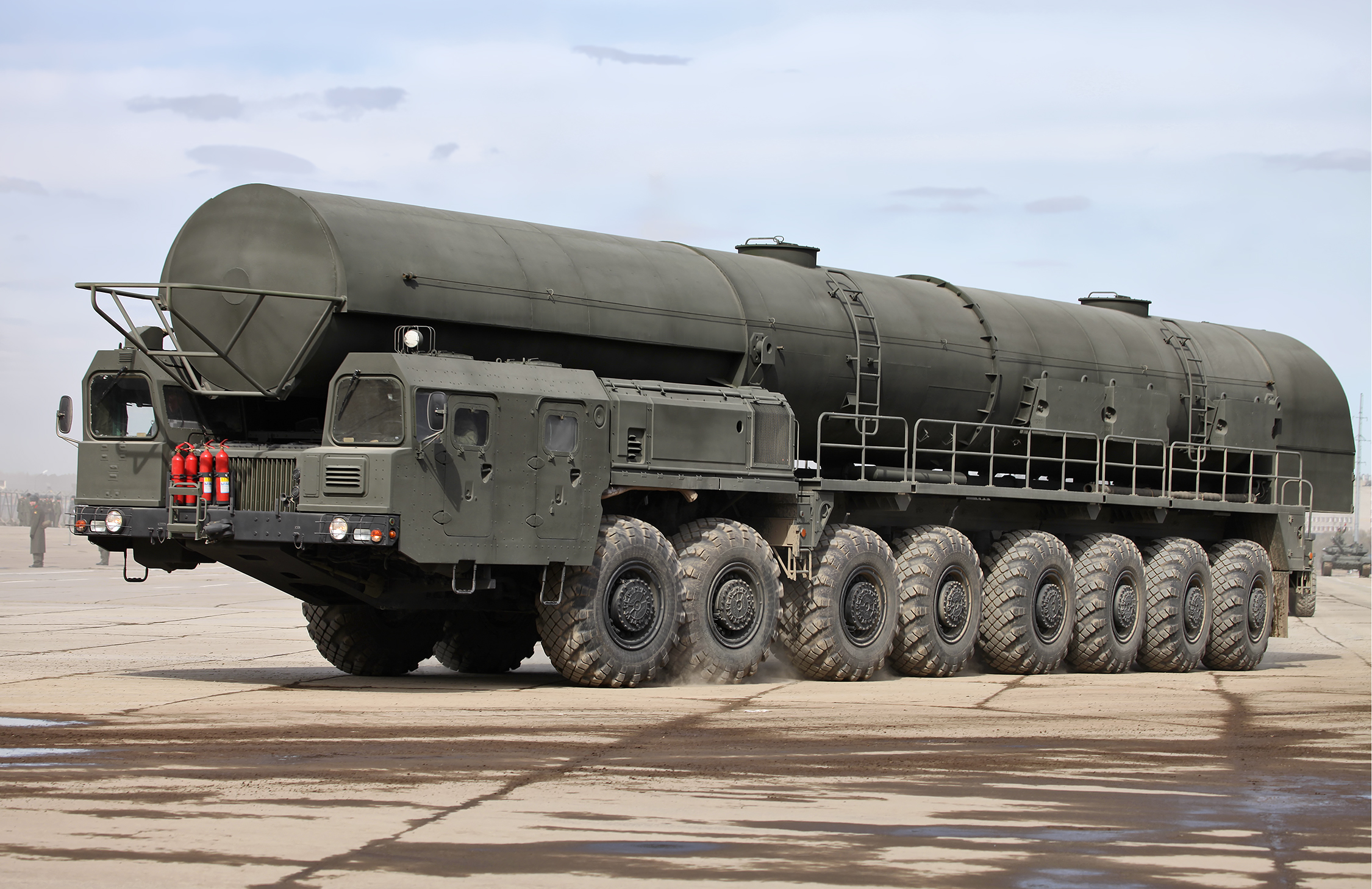
Véhicule d'auto école et de sauvetage

Le RS-24 Iars (ou RS-24 Yars) est un missile balistique intercontinental russe thermonucléaire et équipé de plusieurs têtes (acronyme MIRV en anglais). Son véhicule porteur est le camion MAZ-7917.

## Acronyme
Selon Sergueï Karakaïev, commandant des forces des fusées stratégiques de la fédération de Russie, Iars est l'acronyme de « Iadernaïa raketa sderjivania » (en russe : Ядерная ракета сдерживания), ce qui signifie « fusée de dissuasion nucléaire ».

## Historique
Le RS-24 Iars a été testé pour la première fois le 29 mai 2007 et est entré en service en 2010. Il remplace les R-36 et l'UR-100N utilisés durant cinquante ans. Il est désigné par le code OTAN SS-29 ou SS-27 Mod 2,,,.